# Roman Karst

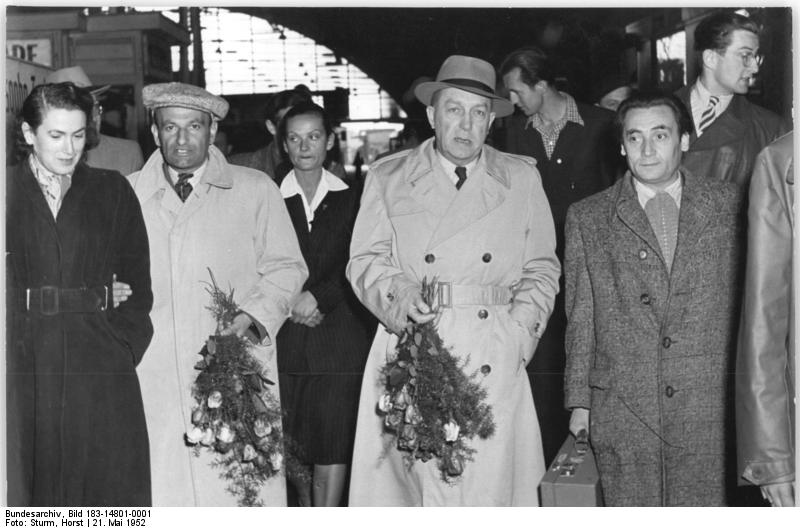
Roman Karst und Leon Kruczkowski in Ost-Berlin, 1952

Roman Karst (geboren als Adolf Tuchman 17. März 1911 in Tyczyn, Österreich-Ungarn; gestorben 14. Februar 1988 in Stony Brook, USA) war ein polnischer Literaturwissenschaftler.

## Leben

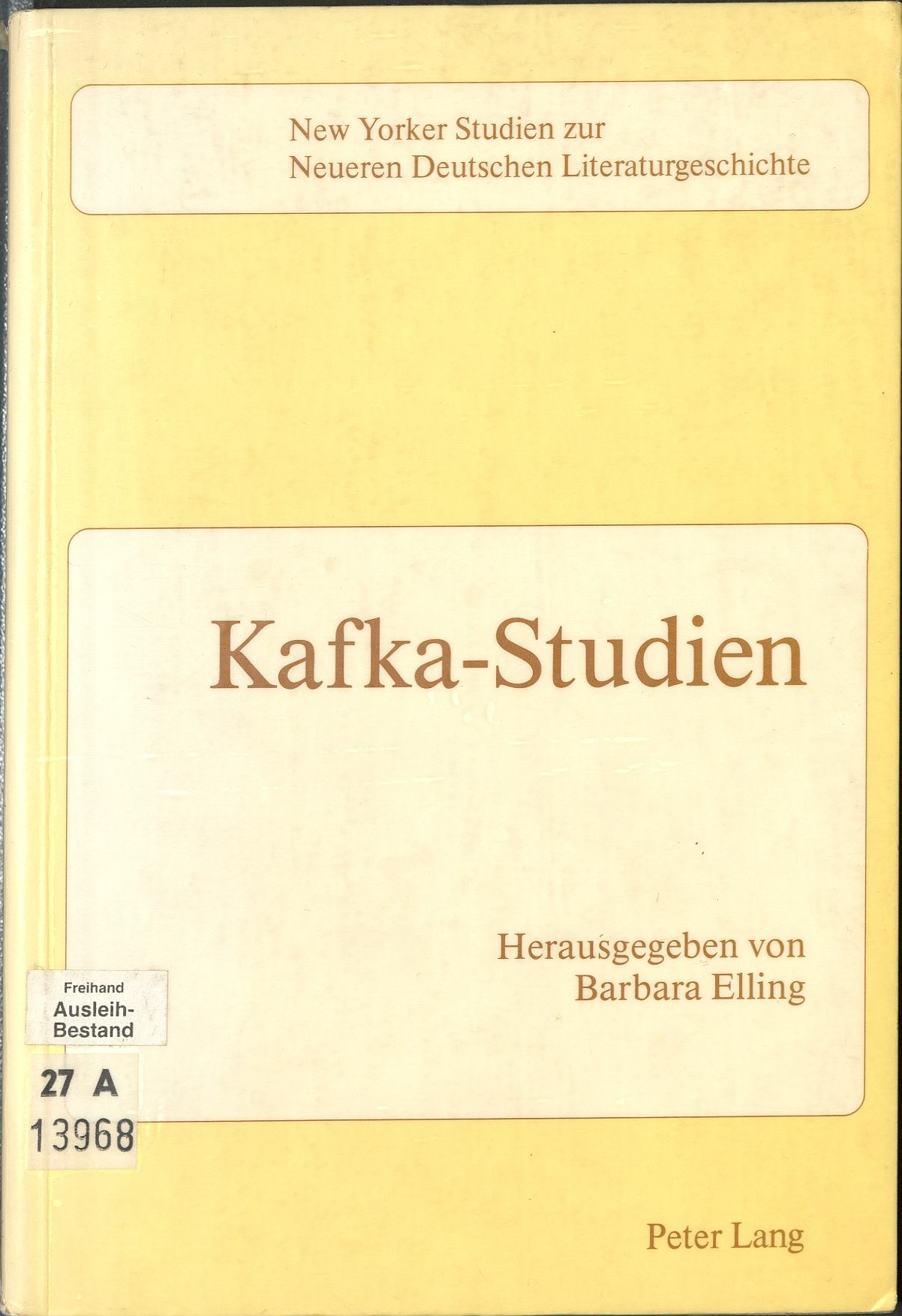
Roman Karst zum 70. Geburtstag

Adolf Tuchman war ein Sohn des Buchhalters Naftali Tuchman(n) und der Bronisława (Chaje) Haber. Er besuchte bis 1929 das Gymnasium in Rzeszów und studierte von 1931 bis 1936 Rechtswissenschaften an der Jagiellonen-Universität in Krakau. Tuchman war Soldat im Zweiten Weltkrieg. Er geriet in sowjetische Kriegsgefangenschaft und wurde in ein Arbeitslager nach Sibirien verschleppt.  1943 trat er der 1. Warschauer Infanterie-Division „Tadeusz Kościuszko“ bei und kämpfte an der Westfront der Sowjetunion gegen die deutschen Invasoren. Er besuchte 1945 eine Offiziersschule und wurde 1946 demobilisiert. Er heiratete 1948 Zofia Gadzinska.
Nach seinem Ausscheiden aus der Armee 1946 schrieb Tuchman unter dem Pseudonym Roman Karst, 1955 vollzog er den Namenswechsel. Neben seiner journalistischen Tätigkeit als Literaturkritiker für die Nowa Kultura und den Nowiny Literackie übersetzte er Literatur aus dem Russischen und dem Deutschen ins Polnische. Von 1947 bis 1949 war er Mitglied der Redaktion der Zeitschrift Nowiny Literackie, ab 1949 bis 1952 der Zeitschrift Kuźnica, die ab 1951 als Nowa Kultura erschien. Seit 1948 war er Mitglied des Polnischen Schriftstellerverbands (ZLP).
Er setzte sich wie Jan Kott für die Durchsetzung des Sozialistischen Realismus in der polnischen Literatur ein und übersetzte Werke dieses Stils aus dem Russischen und dem Deutschen. In den Jahren 1955 bis 1969 war er Redaktionsmitglied der Monatszeitschrift Twórczość und wurde ihr stellvertretender Chefredakteur. Er arbeitete auch für den Polnischen Rundfunk. Von 1953 bis 1962 war er stellvertretender Professor am Philosophischen Institut und am Institut für Journalismus der Universität Warschau. Karst schrieb über Heinrich Heine, Thomas Mann und Franz Kafka und gab zwei Bände mit Erzählungen Kafkas in polnischer Übersetzung heraus. Er war der einzige polnische Teilnehmer bei der Kafka-Konferenz 1963 in Liblice in der Tschechoslowakei, die Eduard Goldstücker organisiert hatte. Sein Redebeitrag wurde in der deutschsprachigen Ausgabe der Konferenzschrift unter dem Titel Ein Versuch um die Rettung des Menschen veröffentlicht.
Karst trat 1949 der Polnischen Vereinigten Arbeiterpartei (PZPR) bei. Er wurde 1955 zum Ritter des Ordens Polonia Restituta ernannt und erhielt 1958 die Adam-Mickiewicz-Medaille. Er war ab 1956 Mitglied des polnischen P.E.N. 1966 unterzeichnete Karst zusammen mit 18 weiteren Autoren einen Aufruf zur Unterstützung des Philosophen Leszek Kołakowski, als dieser aus der PZPR ausgeschlossen wurde, und trat 1967 selbst aus der PZPR aus. Im Jahr 1968 verließ er infolge der März-Unruhen das Land und erhielt für seine Arbeit das Ehrenzeichen für Verdienste um die Republik Österreich 1. Klasse.
Aufgrund des verschärften Antisemitismus in Polen emigrierte Karst 1969 mit seiner Tochter; er lebte zunächst in Österreich, dann in den USA, wo er als Professor an der Stony Brook University Vorlesungen über deutsche Literatur und Vergleichende Literaturwissenschaft hielt. Er wurde 1981 emeritiert.

## Schriften (Auswahl)
- Lew Tołstoj. Biografie. 1952

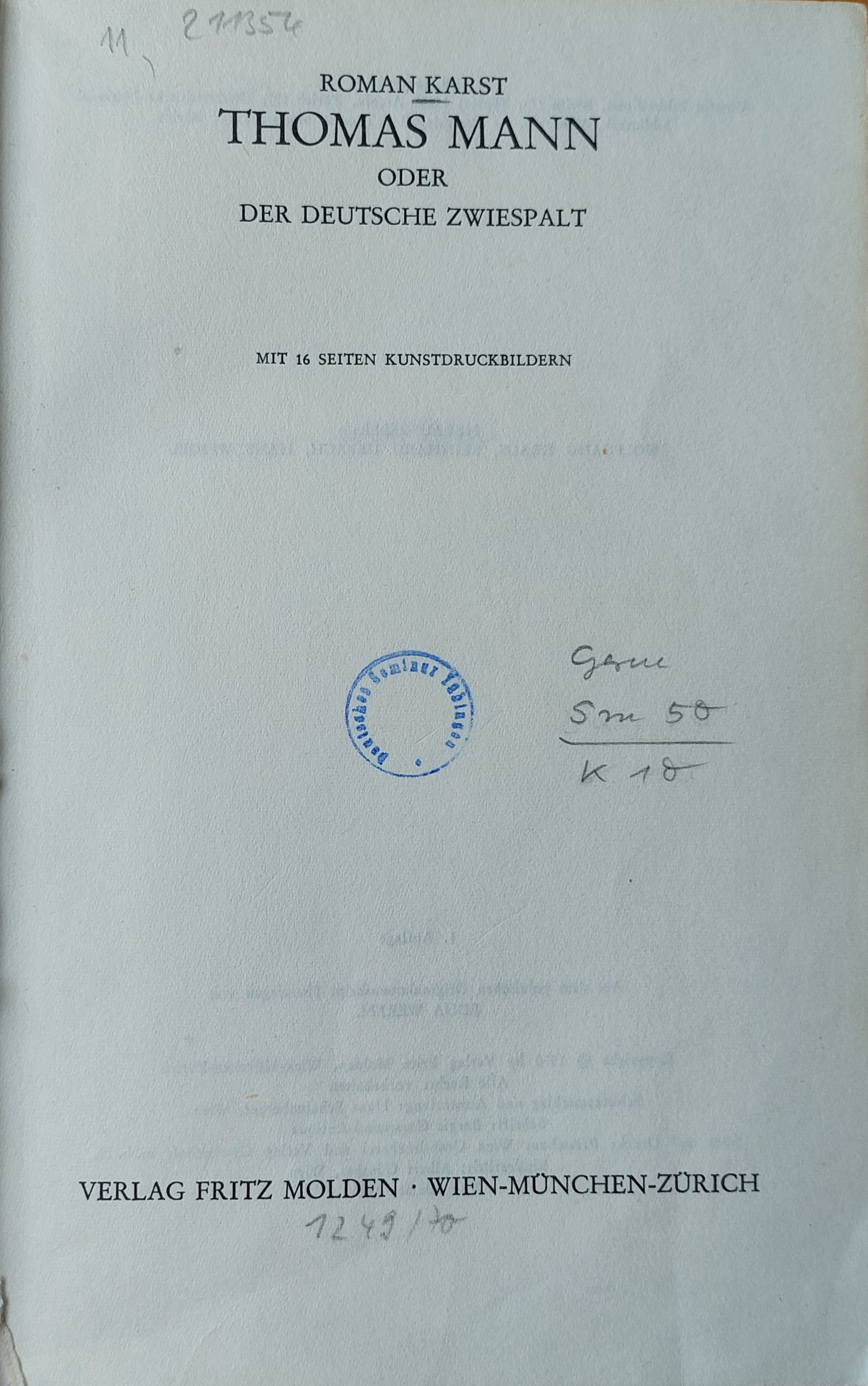
Thomas Mann (1970)

- Pisarze i książki: szkice z literatury rosyjskiej i niemieckiej. Aufsätze. 1953
- Henryk Heine. Zarys życia i twórczości. 1956
- Drogi samotności. Rzecz o Franzu Kafce. 1960
- Thomas Mann oder der deutsche Zwiespalt. Übersetzung ins Deutsche Edda Werfel. Wien: Molden, 1970
- Franz Kafka: Wort – Raum – Zeit, in: Heinz Politzer (Hrsg.): Franz Kafka. Darmstadt : Wiss. Buchges., 1973, S. 538–555
- Kafka or the Impossibility of Writing, in: Literary Review, 1983, S. 497–520
- Kafka und die Metapher, in: Literatur und Kritik, 1983, S. 472–480

Übersetzungen
- Jurij German: Opowiadania o Feliksie Dzierżynskim
- P. M. Sysoev: Walka o realizm socjalistyczny w plastyce radzieckiej.
- Nikolaj Virta: Bitwa stalingradzka. Scenariusz literacki.
- Friedrich Wolf: Tak się zaczęlo (So fing es an). 1950
- Pavel T. Žurba: Aleksander Matrosów. 1951
- Egon Erwin Kisch: Szalejący reporter. 1953
- Friedrich Dürrenmatt: Grek szuka Greczynki. 1955
- Roman Karst, Alfred Kowalkowski: Franz Kafka: Nowele i miniatury. 1961
- Richard Friedenthal: Goethe. 1969 (unter dem Pseudonym Marian Rotter)
- Franz Kafka: Budowa Chińskiego Muru i inne nowele. 1996